# ハルトベルク郡

ハルトベルク郡
Bezirk Hartberg

ハルトベルク郡（ハルトベルクぐん、独: Bezirk Hartberg）は、オーストリアのシュタイアーマルク州にある郡（Bezirk; 行政管区とも訳される）。郡庁所在地はハルトベルク。
南でフュルステンフェルト郡と、西でヴァイツ郡と、北でニーダーエスターライヒ州のノインキルヒェン郡と、東で同じくニーダーエスターライヒ州のヴィーナー・ノイシュタット＝ラント郡およびブルゲンラント州のオーバーヴァルト郡・ギュッシング郡と接する。
ハルトベルク郡には以下の50の市町村（Gemeinde; ゲマインデ）がある。そのうちハルトベルクとフリートベルクが市（Stadt）に、また6つが町（Marktgemeinde; 市場町）に指定されている。
- バート・ヴァルタースドルフ Bad Waltersdorf （町）
- ブラインドルフ Blaindorf
- ブーフ＝ガイゼルドルフ Buch-Geiseldorf
- デシャンツキルヒェン Dechantskirchen
- ディーナースドルフ Dienersdorf
- エーベルスドルフ Ebersdorf
- アイヒベルク Eichberg
- フリートベルク Friedberg （市）
- グラーフェンドルフ・バイ・ハルトベルク Grafendorf bei Hartberg （町）
- グラインバッハ Greinbach
- グロースハルト Großhart
- ハルトベルク Hartberg （市）
- ハルトベルク・ウムゲーブング Hartberg Umgebung
- ハルトル Hartl
- ホーフキルヒェン・バイ・ハルトベルク Hofkirchen bei Hartberg
- カイビング Kaibing
- カインドルフ Kaindorf （町）
- ラフニッツ Lafnitz
- リンバッハ・バイ・ノイダウ Limbach bei Neudau
- メニヒヴァルト Mönichwald
- ノイダウ Neudau （町）
- ピンガウ Pinggau （町）
- ペラウ Pöllau （町）
- ペラウベルク Pöllauberg
- プヒェッグ Puchegg
- ラーベンヴァルト Rabenwald
- リーゲルスベルク Riegersberg
- ローア・バイ・ハルトベルク Rohr bei Hartberg
- ローアバッハ・アン・デア・ラフニッツ Rohrbach an der Lafnitz
- ザイフェン＝ボーデン Saifen-Boden
- ザンクト・ヤーコプ・イム・ヴァルデ Sankt Jakob im Walde
- ザンクト・ヨーハン・バイ・ヘルバーシュタイン Sankt Johann bei Herberstein
- ザンクト・ヨーハン・イン・デア・ハイデ Sankt Johann in der Haide
- ザンクト・ローレンツェン・アム・ヴェクセル Sankt Lorenzen am Wechsel
- ザンクト・マグダレーナ・アム・レンベルク Sankt Magdalena am Lemberg
- シャッヒェン・バイ・フォラウ Schachen bei Vorau
- シェッフェルン Schäffern
- シュラーク・バイ・タールベルク Schlag bei Thalberg
- シェーネック・バイ・ペラウ Schönegg bei Pöllau
- ゼーバースドルフ Sebersdorf
- ジーガースドルフ・バイ・ヘルバーシュタイン Siegersdorf bei Herberstein
- ゾンホーフェン Sonnhofen
- シュタムバッハ Stambach
- シュトゥーベンベルク Stubenberg
- ティーフェンバッハ・バイ・カインドルフ Tiefenbach bei Kaindorf
- フォラウ Vorau
- フォルンホルツ Vornholz
- ヴァルトバッハ Waldbach
- ヴェーニヒツェル Wenigzell
- ヴェルト・アン・デア・ラフニッツ Wörth an der Lafnitz